# Ştefan Alexandriu
Ştefan Alexandriu (1912–1966) román nemzetközi labdarúgó-játékvezető.

## Pályafutása

### Nemzetközi játékvezetés
A Román labdarúgó-szövetség Játékvezető Bizottsága (JB) terjesztette fel nemzetközi játékvezetőnek, a Nemzetközi Labdarúgó-szövetség (FIFA) 1950-től tartotta nyilván bírói keretében. Több nemzetek közötti válogatott és klubmérkőzést vezetett, vagy működő társának partbíróként segített. Az aktív nemzetközi játékvezetéstől 1950-ben búcsúzott. Válogatott mérkőzéseinek száma: 3.

## Statisztika

### Nemzetközi válogatott mérkőzései
| #  | Dátum               | Helyszín                       | Hazai         | Eredmény | Vendég        | Kiírás     | Gólok | Esemény |
| -- | ------------------- | ------------------------------ | ------------- | -------- | ------------- | ---------- | ----- | ------- |
| 1. | 1950. április 30.   | Budapest, Megyeri úti stadion  | Magyarország  | 5 – 0    | Csehszlovákia | barátságos | -     |         |
| 2. | 1950. június 4.     | Varsó                          | Lengyelország | 2 – 5    | Magyarország  | barátságos | -     |         |
| 3. | 1950. augusztus 27. | Szófia, Narodna Armija-stadion | Bulgária      | 1 – 2    | Csehszlovákia | barátságos | -     |         |
|    | Összesen            |                                |               | 3        | mérkőzés      |            |       |         |